# Weryfikacja hipotez statystycznych
Weryfikacja hipotez statystycznych – sprawdzanie sądów o populacji przez badanie jej wycinka (próby statystycznej). Wyróżnia się kilka podejść do problemu weryfikacji hipotez, między innymi:
- wnioskowanie częstościowe, z użyciem P-wartości – służące kontroli błędów decyzyjnych (w szczególności: błędu I i błędu II rodzaju), tak aby w długim horyzoncie czasowym spodziewać się, że nie popełnimy ich częściej, niż założyliśmy (według przyjętego poziomu istotności, np. w 5% przypadków),
- iloraz wiarygodności – służące do rozstrzygnięcia, w jakiej proporcji dane świadczą na rzecz dwóch porównywanych hipotez,
- wnioskowanie bayesowskie, z użyciem czynnika Bayesa – służące do wyrażenia subiektywnej pewności, jaką można, na podstawie danych i wcześniejszych oczekiwań, przypisać danej hipotezie.

Ze względów historycznych w naukach empirycznych najczęściej spotyka się obecnie metody częstościowe. Wiążą się one z szeregiem specyficznych problemów interpretacyjnych, jednak każde z podejść charakteryzują swoiste problemy i ryzyko niezrozumienia oraz nadużyć.

## Podejście częstościowe

### Definicje
Niech
{\displaystyle {\mathcal {P}}=\{P_{\theta }\colon \theta \in \Theta \}.}
będzie rodziną rozkładów prawdopodobieństwa określonych na przestrzeni próby {\displaystyle {\mathcal {X}},} indeksowaną parametrem {\displaystyle \theta } (w szczególności może to być wektor parametrów rzeczywistych). {\displaystyle P_{\theta }} opisuje wielowymiarowy łączny rozkład wszystkich obserwacji w próbie {\displaystyle X.}
Hipotezą statystyczną {\displaystyle H} jest zdanie postaci {\displaystyle \theta \in \Theta _{0}} gdzie {\displaystyle \Theta _{0}\subset \Theta } koduje własność rozkładu, którą chcemy testować.
Problem weryfikacji hipotezy statystycznej polega na takim podziale przestrzeni próby {\displaystyle {\mathcal {X}}} na rozłączne zbiory {\displaystyle \mathbf {K} } i {\displaystyle \mathbf {A} ,} żeby prawdopodobieństwo warunkowe hipotezy {\displaystyle P\{\theta \in \Theta _{0}\}} było możliwie małe (w pewnym ustalonym sensie) dla {\displaystyle X\in \mathbf {K} } i możliwie duże dla {\displaystyle X\in \mathbf {A} .}
Zwykle wybiera się pewną statystykę {\displaystyle T} i buduje zbiór
{\displaystyle \mathbf {K} =\{X\in {\mathcal {X}}\colon T(X)\in \mathbf {K} _{T}\},}
gdzie:
{\displaystyle \mathbf {K} _{T}} jest tzw. obszarem krytycznym testu, wybranym tak, aby {\displaystyle P\{T(X)\in \mathbf {K} _{T}|H\}\leqslant \alpha }
{\displaystyle \alpha } jest wybranym prawdopodobieństwem, tzw. poziomem istotności testu, zwykle 0,05 lub 0,01.
Jednostronny obszar krytyczny to obszar postaci {\displaystyle \mathbf {K} _{T}=\{t\colon t\leqslant t_{\alpha }\},} gdzie
{\displaystyle t_{\alpha }} jest tzw. wartością krytyczną testu. Jest to największa liczba, dla której {\displaystyle P\{T(X)\leqslant t_{\alpha }|H\}\leqslant \alpha }
Dwustronny obszar krytyczny to obszar postaci {\displaystyle \mathbf {K} _{T}=\{t\colon t\leqslant t_{\alpha 1}\vee t\geqslant t_{\alpha 2}\}} gdzie
{\displaystyle t_{\alpha 1}} jest największą liczbą dla której {\displaystyle P\{T(X)\leqslant t_{\alpha 1}|H\}\leqslant {\tfrac {\alpha }{2}}}
{\displaystyle t_{\alpha 2}} jest najmniejszą liczbą dla której {\displaystyle P\{T(X)\geqslant t_{\alpha 2}|H\}\leqslant {\tfrac {\alpha }{2}}}

### Standardowy przebieg procedury weryfikacyjnej

#### Sformułowaniehipotezyzerowej i alternatywnej
Hipoteza zerowa {\displaystyle (H_{0})} – jest to hipoteza poddana procedurze weryfikacyjnej, w której zakładamy, że różnica między analizowanymi parametrami lub rozkładami wynosi zero. Przykładowo wnioskując o parametrach hipotezę zerową zapiszemy jako:
{\displaystyle H_{0}\colon \theta _{1}=\theta _{2}.}
Hipoteza alternatywna {\displaystyle (H_{1})} – hipoteza przeciwstawna do weryfikowanej. Możemy ją zapisać na trzy sposoby w zależności od sformułowania badanego problemu:
{\displaystyle H_{1}\colon \theta _{1}\neq \theta _{2},}
{\displaystyle H_{1}\colon \theta _{1}>\theta _{2},}
{\displaystyle H_{1}\colon \theta _{1}<\theta _{2}.}

#### Wybór statystyki testowej
Budujemy pewną statystykę W, która jest funkcją wyników z próby losowej {\displaystyle W=f(x_{1},x_{2},\dots ,x_{n})} i wyznaczamy jej rozkład przy założeniu, że hipoteza zerowa jest prawdziwa. Funkcję W nazywa się statystyką testową lub funkcją testową.

#### Określenie poziomu istotnościα
Na tym etapie procedury weryfikacyjnej przyjmujemy maksymalne dopuszczalne prawdopodobieństwo popełnienia błędu I rodzaju, który polega na odrzuceniu hipotezy zerowej wtedy, gdy jest ona prawdziwa. Prawdopodobieństwo to jest oznaczane symbolem {\displaystyle \alpha } i nazywane poziomem istotności. Na ogół przyjmujemy prawdopodobieństwo bliskie zeru, ponieważ chcemy, aby ryzyko popełnienia błędu było jak najmniejsze. Najczęściej zakładamy poziom istotności {\displaystyle \alpha =0{,}05,} czasem przyjmuje się np. {\displaystyle \alpha =0{,}01,\ \alpha =0{,}1.}

#### Wyznaczenie obszaru krytycznego testu
Obszar krytyczny – obszar znajdujący się zawsze na krańcach rozkładu. Jeżeli obliczona przez nas wartość statystyki testowej znajdzie się w tym obszarze, to weryfikowaną przez nas hipotezę {\displaystyle H_{0}} odrzucamy. Wielkość obszaru krytycznego wyznacza dowolnie mały poziom istotności {\displaystyle \alpha ,} natomiast jego położenie określane jest przez hipotezę alternatywną.
Obszar krytyczny od pozostałej części rozkładu statystyki oddzielony jest przez tzw. wartości krytyczne testu {\displaystyle (w_{\alpha })}, czyli wartości odczytane z rozkładu statystyki przy danym {\displaystyle \alpha ,} tak aby spełniona była relacja zależna od sposobu sformułowania {\displaystyle H_{1}.}

#### Obliczenie statystyki na podstawie próby
Wyniki próby opracowujemy w odpowiedni sposób, zgodnie z procedurą wybranego testu i są one podstawą do obliczenia statystyki testowej. Większość statystyk testowych, mających dokładny rozkład normalny, {\displaystyle t}-Studenta lub graniczny rozkład normalny, obliczamy w następujący sposób:
{\displaystyle W={\frac {a-b}{c}},}
gdzie:
{\displaystyle W} – Statystyka testowa,
{\displaystyle a} – Statystyka obliczona z próby,
{\displaystyle b} – Hipotetyczna wartość parametru(ów),
{\displaystyle c} – Odchylenie standardowe rozkładu statystyki.

#### Podjęcie decyzji
Wyznaczoną na podstawie próby wartość statystyki (P-wartość) porównujemy z wartością krytyczną testu.
- Jeżeli wartość ta znajdzie się w obszarze krytycznym, to hipotezę zerową należy odrzucić jako nieprawdziwą. Stąd wniosek, że prawdziwa jest hipoteza alternatywna.
- Jeżeli natomiast wartość ta znajdzie się poza obszarem krytycznym, oznacza to, że brak jest podstaw do odrzucenia hipotezy zerowej. Stąd wniosek, że hipoteza zerowa może, ale nie musi, być prawdziwa, a postępowanie nie dało żadnych dodatkowych informacji uprawniających do podjęcia decyzji o przyjęciu lub odrzuceniu hipotezy zerowej.

Reguły postępowania przy weryfikacji hipotez są określane mianem testów statystycznych.

### Interpretacja wyniku istotnego lub nieistotnego statystycznie
Zgodnie ze stanowiskiem Amerykańskiego Towarzystwa Statystycznego z 2016 r. P-wartość badania sama w sobie nie niesie informacji o prawdziwości hipotezy badawczej, wartości dowodowej danych czy znaczenia oraz wielkości efektu i nie powinna być traktowana jako samodzielne kryterium poznawcze. Statystycy rekomendują, aby w interpretacji wyników badań uwzględniać ich kontekst i transparentność. Wynik pojedynczego badania ani nawet grupy badań nie uprawniają same przez siebie do uznania żadnej hipotezy, stanowią jedynie słabsze lub mocniejsze ku temu dowody. Dopiero badanie, które jest intersubiektywnie i systematycznie powtarzalne, daje prawo do silniejszych wniosków.

## Alternatywne podejścia
Powyższa standardowa procedura wymaga przyjęcia arbitralnego poziomu istotności {\displaystyle \alpha } a wynikiem weryfikacji jest odpowiedź binarna – albo statystyka testowa mieści się w przedziale ufności, albo nie.
Alternatywnym i nowocześniejszym, choć mniej popularnym podejściem jest obliczenie zamiast tego surowej p-wartości (prawdopodobieństwa popełnienia błędu I rodzaju) i podawanie jej jako wyników weryfikacji. Dzięki temu nie ma potrzeby przyjmowania a priori żadnych wartości {\displaystyle \alpha ,} pozwala to również na porównywanie istotności różnych konkurencyjnych hipotez statystycznych.

## Związane pojęcia
- Poziom istotności {\displaystyle (\alpha )} – założony próg maksymalnego prawdopodobieństwa nieprawidłowego odrzucenia hipotezy zerowej (popełnienia błędu pierwszego rodzaju)
- Moc statystyczna {\displaystyle (1-\beta )} – prawdopodobieństwo prawidłowego przyjęcia hipotezy alternatywnej (niepopełnienia błędu drugiego rodzaju)
- Test najsilniejszy – test, który przy danym poziomie istotności ma największą moc.
- Test najsilniejszy jednoznacznie – test, który ma największą moc dla wszystkich poziomów istotności.
- Test nieobciążony – test, którego moc przewyższa poziom istotności.